# 12 ani de copilărie
Boyhood este un film dramatic din 2014 regizat de Richard Linklater. În rolurile principale au fost distribuiți Ellar Coltrane, Patricia Arquette, Lorelei Linklater și Ethan Hawke.

## Descriere

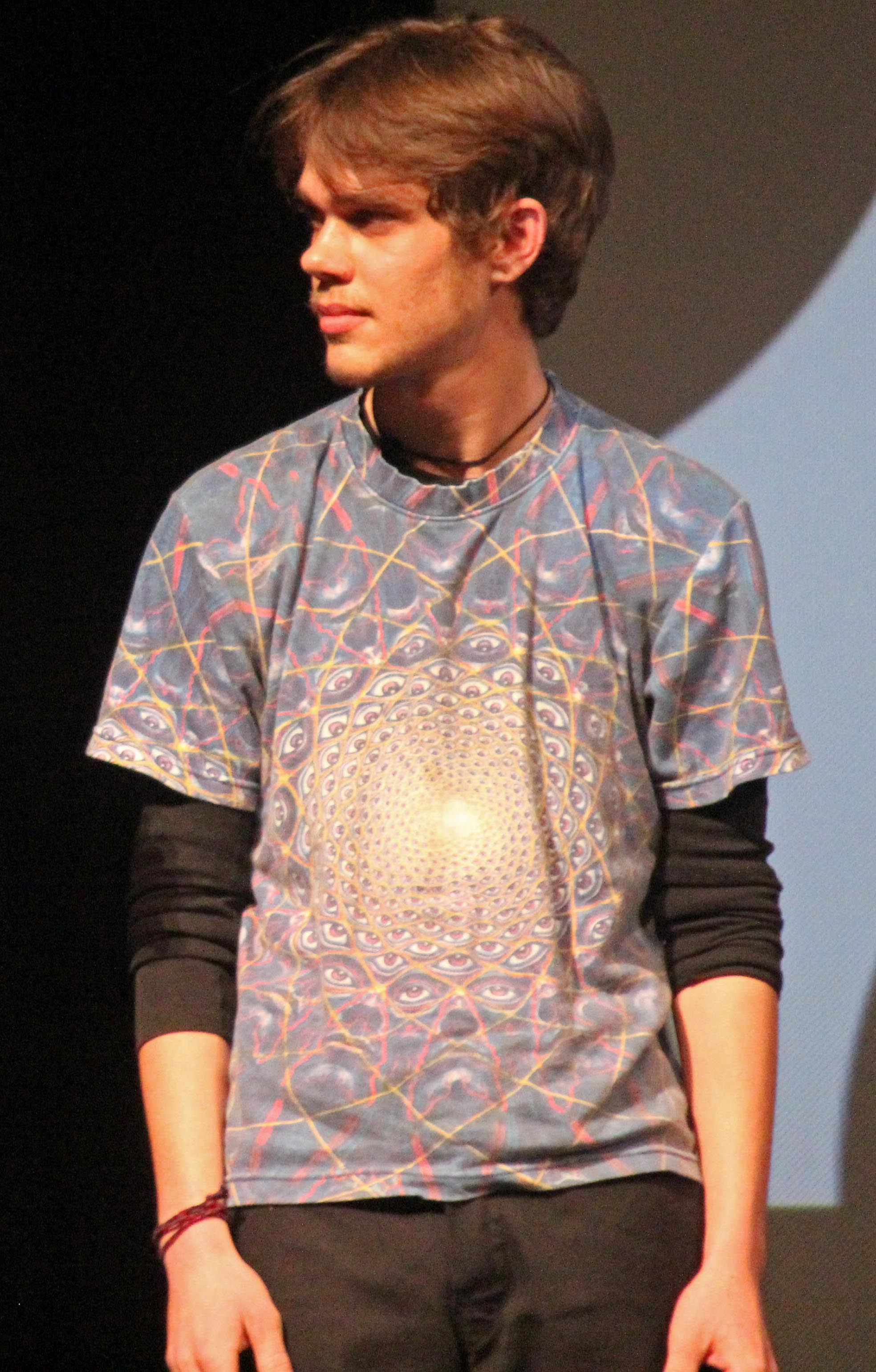
Ellar Coltrane, protagonistul principal

Filmat pe parcursul a 12 ani, Boyhood spune povestea unui băiețel pe nume Mason, care împreună cu sora lui, Samantha, și mama lui, Olivia, va trece prin diferite întâmplări de la 6 ani până la 18 ani.

## Buget
Bugetul filmului a fost de 2,400,000 de dolari, încasările de week-end fiind de 387,618 dolari, iar încasările totale de 23,583,534 dolari.

## Distribuția
- Patricia Arquette – Olivia (mama copiilor)
- Ellar Coltrane – Mason
- Lorelei Linklater – Samantha
- Ethan Hawke – tatăl copiilor
- Elijah Smith – Tommy
- Steven Chester Prince – Ted
- Bonnie Cross – profesoară
- Libby Vilari – bunica celor 2 copii
- Marco Perella – profesorul Bill Welbrock
- Jamie Howard – Mindy
- Andrew Willarreal – Randy
- Shame Graham – vecin
- Tess Allen – vecină
- Ryan Power – Paul
- Byron Jenkins – frizer
- Holly Moore – a patra profesoară a lui Mason
- Lauren Lee – colegă de clasă
- Eryn Taylor – studentă

## Premii
Globul de Aur:
- Cel mai bun film
- Cea mai bună actriță în rol secundar - Patricia Arquette
- Cea mai bună regie - Richard Linklater

Oscar:
- Cea mai bună actriță în rol secundar-Patricia Arquette